# イアコバ・イタレリ
イアコバ・イタレリ（英語: Iakoba Italeli）は、ツバルの政治家。2010年4月16日から2019年8月22日まで同国の総督を務めていた。

## 経歴
2006年から2010年まで続いたアピサイ・イエレミア内閣で、教育・スポーツ・厚生相を務めた。

## 地盤
イタレリはヌイ環礁選出の国会議員だったが、政治的な地盤は持たない。これは、政党というものが存在しないツバルでは珍しくないことである。また、彼の選挙区では複数の言語が話される。これは島民のルーツがキリバスのギルバート諸島にあるためで、キリバス語がベースである。ツバル語や英語も話されるが、その習熟度は個々人によって異なる。
弟のイサイアも、イアコバが引退した2010年9月の総選挙で同じヌイ環礁から立候補し、4候補中1位の得票数で当選した。国会議長を経て、テラヴィ内閣では労働・天然資源相を務めている。